# ワレリー・リューキン

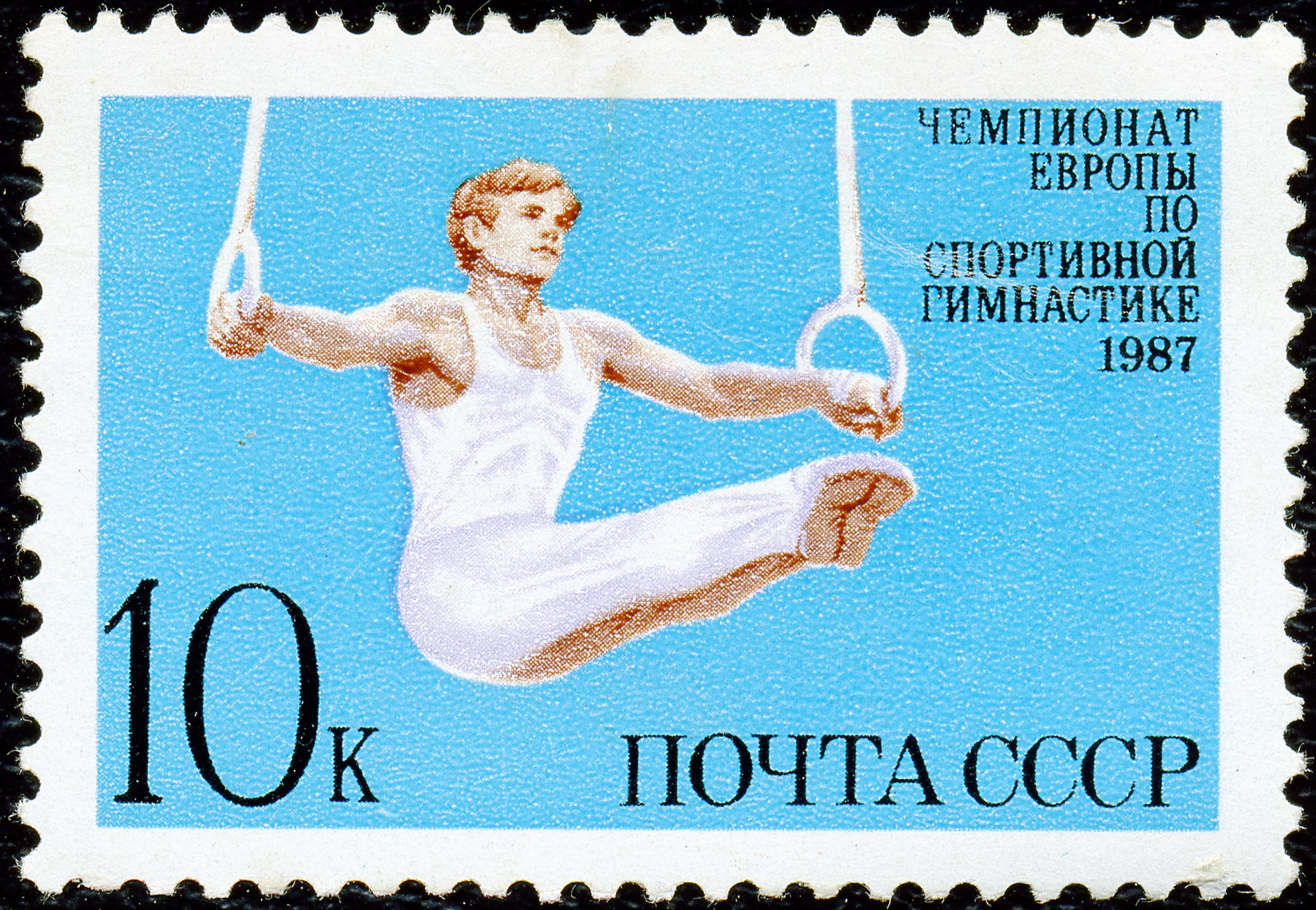
ワレリー・リューキン

ヴァレリー・ヴィクトロヴィチ・リューキン（カザフ語: Валерий Викторович Люкин ラテン転写:Valeri Viktorovich Lioukine　英語: Valery Liukin、1966年11月17日 - ）は現在のカザフスタンアクトベ出身の旧ソビエト連邦の男子体操競技選手である。

## 主な成績
- 1987年欧州選手権個人総合優勝
- 1987年ロッテルダム世界体操選手権団体総合優勝
- 1988年ソウルオリンピック団体総合、種目別鉄棒金メダル、個人総合、種目別平行棒銀メダル、種目別あん馬5位
- 1991年インディアナポリス世界体操選手権団体総合優勝、個人総合3位

## プロフィール
1980年代後半から1990年代前半にかけてのソビエト男子体操全盛期にチームの中心選手として活躍した。現在でも実施する選手がほとんどいない床運動の「後方かかえ込み3回宙返り」、鉄棒の「伸身トカチェフ1回ひねり」といった難度の高い技を実施するのが特徴であった。これら2つの技にはそれぞれリューキンとの名が付けられている。
現在はアメリカに在住し、永住権を取得し、後進の指導に当たっている。なかでも、直接指導している実子のナスティア・リューキン（アメリカ）は2005年メルボルン世界体操選手権で女子個人総合2位、種目別段違い平行棒などで優勝、また2008年北京オリンピック個人総合で優勝し、それぞれ親子2代で金メダリストになった。なお、2005年に国際体操殿堂入りしている。